# Línea 4 del Metro de la Ciudad de México
La Línea 4 del Metro de Ciudad de México es una de las doce líneas del Metro de la capital de México. Fue inaugurada el 29 de agosto de 1981 y es la cuarta línea en incorporarse al sistema. Está integrada por diez estaciones y recorre 10.7 kilómetros. Tiene correspondencia con seis líneas y su color distintivo es el verde agua. Es la línea menos transitada del sistema. En 2022 registró 23.3 millones de pasajeros.

## Historia

### Construcción
El plan original de la línea 4 iba de la estación Candelaria de la línea 1, pasaba por la estación Zócalo de la línea 2 y continuaba hacia el norte hasta la Basílica de Guadalupe. Sin embargo, este trazado fue abandonado en favor de uno sobre el Eje 4 oriente, que estaba en construcción en esa época y brindaba mayores facilidades para la edificación. La construcción de la línea 4 inició el 20 de marzo de 1978. En la terminal norte, Martín Carrera, se colocó un paradero de camiones para ofrecer comunicación con los municipios del Estado de México.
La línea fue la primera del sistema en ser construida en viaducto elevado, mediante trabes postensadas coladas en sitio. Cada trabe de las secciones de vías cuenta con tres nervaduras y mide ocho metro de ancho en su lecho superior y cinco metros y medio en el inferior. En los tramos de estación el cajón mide 14.5 metros de ancho superior y nueve metros en la zona inferior. Cada estación cuenta con cuatro nervaduras unidas por cuatro diafragmas intermedios y dos extremos. Toda la línea descansa sobre una única fila de columnas ubicadas en la posición central, con claros que varían de 18 a 42.5 metros, excepto en las estaciones, donde los claros miden 25 metros. Las estaciones Candelaria y Martín Carrera fueron las únicas que se edificaron a niver superficial, en lugar de usar el viaducto elevado. Durante la construcción de la estación Talismán, fueron hallados los restos de un mamut, los cuales fueron puestos en exhibición en el interior de la propia estación.
La línea 4 fue inaugurada el 29 de agosto de 1981 por el presidente de México, José López Portillo, y el regente del Distrito Federal, Carlos Hank González. Contaba con siete estaciones y una longitud de 7.5 kilómetros. El coste de la construcción fue de 6 900 millones de pesos.

### Ampliación y eventos posteriores
El 26 de mayo de 1982 se inauguró la única ampliación de la línea, con la incorporación de tres estaciones más hacia el sur: Fray Servando, Jamaica y Santa Anita. Con esta expansión la línea completó 10 estaciones y 10.7 kilómetros de longitud. Tras el terremoto del 19 de septiembre de 1985 la línea fue cerrada temporalmente para revisar su estructura. La línea fue reabierta al día siguiente.
El 9 de enero de 2021 la línea fue afectada por el incendio del Puesto Central de Control I, que dejó a la línea inoperativa hasta el 12 de enero. El 2 de septiembre de 2023 la línea dejó de recibir boletos magnéticos como método de acceso, permitiendo el ingreso únicamente a través de la Tarjeta de Movilidad Integrada. La línea 4 fue la primera línea en descartar el acceso con boleto magnético y la segunda en adoptar el ingreso con tarjeta como método único, después de la línea 12, que había sido construida con ese sistema desde su inicio.

### Propuestas de ampliación
Desde 1982 se han propuesto diversas ampliaciones para la línea 4, aunque ninguna se ha llevado a cabo. En 1982 el Plan maestro del Metro contemplaba extender la línea hacia el sur, hasta la zona de Acoxpa. Aunque las revisiones del Plan maestro en 1985 y 1988 ya no incluyeron esta propuesta. El Plan maestro del Metro de 1996 propuso expandir la línea hacia el norte en lugar del sur, llegando hasta la zona de Santa Clara. En 2014, el Programa nacional de infraestructura del presidente Enrique Peña Nieto proponía que la expansión de la línea al norte llegase al municipio de Ecatepec de Morelos. En 2020, el Plan maestro del Metro, horizonte 2030, volvió a retomar la expansión hacia el sur, hasta Xochimilco, descartando la prolongación hacia el norte. Y finalmente en noviembre de 2024 el Gobierno de CDMX en conjunto con el Estado de México anunciaron el proyecto de ampliación de la línea 4 hacía Las Américas en Ecatepec de Morelos como parte de plan de unificación de los sistemas de transporte en la capital y el área metropolitana en conjunto con la modernización/rehabilitación planeada para dicha línea.

## Estaciones
| Estación                       | Iconografía                           | Inauguración         | Alcaldía            | Tipo de estación            | Construcción | Conexiones |
| ------------------------------ | ------------------------------------- | -------------------- | ------------------- | --------------------------- | ------------ | --- |
| Martín Carrera                 | Busto de Martín Carrera               | 29 de agosto de 1981 | Gustavo A. Madero   | Terminal de correspondencia | Superficie   | Correspondencia - Línea 6 Otros servicios - CETRAM Martín Carrera - Martín Carrera - Rutas: 33, 37 - Martín Carrera - Ruta 5-A |
| Talismán                       | Mamut                                 | 29 de agosto de 1981 | Gustavo A. Madero   | Paso                        | Elevada      | Otros servicios - Ruta 37 - Ruta 5-A                                                                                           |
| Bondojito                      | Nopalera                              | 29 de agosto de 1981 | Gustavo A. Madero   | Paso                        | Elevada      | Otros servicios - Rutas: 11-A, 12, 37 - Ruta 5-A                                                                               |
| Consulado                      | Corte transversal de un drenaje       | 29 de agosto de 1981 | Gustavo A. Madero   | Correspondencia             | Elevada      | Correspondencia - Línea 5 Otros servicios - Rutas: 37, 200 - Ruta 5-A                                                          |
| Canal del Norte                | Corte transversal de un canal de agua | 29 de agosto de 1981 | Venustiano Carranza | Paso                        | Elevada      | Otros servicios - Ruta 37 - Rutas: 5-A,                                                                                        |
| Morelos                        | Busto de José María Morelos           | 29 de agosto de 1981 | Venustiano Carranza | Correspondencia             | Elevada      | Correspondencia - Línea B Otros servicios - Rutas: 18, 37 - Rutas: 5-A, 10-E                                                   |
| Candelaria/Palacio Legislativo | Pato en el agua                       | 29 de agosto de 1981 | Venustiano Carranza | Correspondencia             | Superficie   | Correspondencia - Línea 1 Otros servicios - Ruta 37 - Ruta 5-A                                                                 |
| Fray Servando                  | Busto de Fray Servando                | 26 de mayo de 1982   | Venustiano Carranza | Paso                        | Elevada      | Otros servicios - Ruta 37 - Rutas: 5-A, 19-E, 19-F, 19-G, 19-H                                                                 |
| Jamaica                        | Mazorca                               | 26 de mayo de 1982   | Venustiano Carranza | Correspondencia             | Elevada      | Correspondencia - Línea 9 Otros servicios - Jamaica - Ruta 37                                                                  |
| Santa Anita                    | Navegante en una canoa                | 26 de mayo de 1982   | Iztacalco           | Terminal de correspondencia | Elevada      | Correspondencia - Línea 8 Otros servicios - Ruta 37 - Rutas:5-A, 14-A                                                          |

## Afluencia por Estación
La siguiente tabla muestra cada una de las estaciones de la Línea 4, el total y el promedio de pasajeros diarios durante 2022.
| Estación                       | Tipo de estación              | Ranking Local | Ranking General | Total de Pasajeros | A diario |
| ------------------------------ | ----------------------------- | ------------- | --------------- | ------------------ | -------- |
| Martín Carrera                 | Terminal / De correspondencia | 1°/10         | 62°/175         | 6,083,116          | 16,666   |
| Candelaria/Palacio Legislativo | De correspondencia            | 2°/10         | 125°/175        | 3,229,966          | 8,849    |
| Fray Servando                  | De paso                       | 3°/10         | 135°/175        | 2,905,299          | 7,959    |
| Canal del Norte                | De paso                       | 4°/10         | 143°/175        | 2,377,400          | 6,513    |
| Jamaica                        | De correspondencia            | 5°/10         | 149°/175        | 2,169,485          | 5,943    |
| Morelos                        | De correspondencia            | 6°/10         | 152°/175        | 2,082,956          | 5,706    |
| Bondojito                      | De paso                       | 7°/10         | 159°/175        | 1,714,286          | 4,696    |
| Talismán                       | De paso                       | 8°/10         | 170°/175        | 1,174,910          | 3,218    |
| Consulado                      | De correspondencia            | 9°/10         | 172°/175        | 1,055,140          | 2,890    |
| Santa Anita                    | Terminal / De correspondencia | 10°/10        | 174°/175        | 599,848            | 1,643    |

## Material rodante
- Desde la inauguración en 1981 asignó las formaciones de 9 carros modelo MP-68, para cubrir la ruta Martín Carrera-Santa Anita hasta finales de los 90s
- Asignaron trenes NM-79 en 1981, pero no obstante fueron retirados poco tiempo de la red y fueron movidos a la Línea 3
- Los trenes son asignados principalmente las formaciones NM-73 con 9 carros para cubrir la demanda; pero no fue así hasta al año 2004, cuando se decidió recortar los trenes de 9 carros a únicamente 6, esto fue debido a la baja afluencia de pasajeros. Son asignados de trenes de cabinas clásica y CAF.

### Enlaces de servicio con otras líneas
- Con La Línea 5: Entre las estaciones Consulado y Canal del Norte, dirección Santa Anita.